# Acapulco Shore
Acapulco Shore es un programa de telerrealidad mexicano, parte de la franquicia Shore de MTV. Actualmente se transmite por la cadena MTV Latinoamérica. En el show se sigue la vida cotidiana de un grupo de personas, los cuáles pasan el verano viviendo juntos en el puerto de Acapulco.

## Historia
Dado el éxito del formato en la versión estadounidense Jersey Shore, y la gran aceptación de la versión británica Geordie Shore, MTV Latinoamérica decidió realizar su propia versión del show junto a la productora Litopos Producciones a cargo del productor Carlos Carrera, diciendo: "Confiamos en que la versión latinoamericana del formato entretendrá y atrapará a la audiencia de la misma forma que sus versiones anteriores alrededor del mundo". Declaró María Iregui, mánager de MTVLA de acuerdo a un comunicado de prensa. Mientras tanto Eduardo Lebrija, vicepresidente general de Viacom International Media Networks, expresó lo siguiente: "Estamos muy orgullosos de anunciar Acapulco como el centro de producción de la primera versión mexicana de la franquicia Shore, la energía de este lugar y su vibrante vida social de día y de noche hacen la combinación perfecta para la serie".
Primero fue Jersey Shore, después continuaron con Geordie Shore y Gandia Shore. El reality mexicano está bajo la supervisión creativa de Iregui y Federico Cuervo. MTV Latinoamérica realizó el casting en marzo de 2014 y sólo se pedía asistir "si te considerabas atractivo y no te dan miedo las cámaras".

## Producción
La producción tuvo convenios con los emblemáticos antros del puerto “simplemente ellos decían hoy quiero ir al Baby (Baby'O), y entonces íbamos y veíamos cómo es. Se tienen condiciones muy adversas, porque tienes 100 personas en un antro y ellos no se van a limitar si hay una cámara o no”, agregó el productor, quien añadió que a un antro iban alrededor de 40 personas del personal.
En enero de 2015, MTV Latinoamérica confirmó una segunda temporada, que se estrenó el martes 19 de mayo de 2015, luego de que la primera temporada fuera vista por más de 7.2 millones de personas en la región latina.  El 18 de marzo de 2016 se ordenó una tercera temporada estrenada el 17 de mayo. El 11 de enero de 2017 se anunció la cuarta temporada que se estrenó el 11 de abril. La quinta temporada se estrenó el 17 de abril de 2018. La sexta temporada se estrenó en el 30 de abril de 2019. La séptima temporada se estrenó el 2 de junio de 2020. La octava temporada se estrenó el 27 de abril de 2021.
El 25 de mayo de 2021 el programa marcó 100 episodios al aire. La novena temporada se estrenó el 18 de enero de 2022. El 15 de febrero de 2022, se ordenó la renovación del programa para una décima temporada, la cual se estrenó el 27 de septiembre de 2022.

## Temporadas
| Año  | Temporadas   | Ubicación        | N.º de Episodios |
| ---- | ------------ | ---------------- | ---------------- |
| 2014 | Temporada 1  | Acapulco         | 12               |
| 2015 | Temporada 2  | Acapulco         | 13               |
| 2016 | Temporada 3  | Acapulco         | 14               |
| 2017 | Temporada 4  | Riviera Maya     | 12               |
| 2018 | Temporada 5  | Acapulco         | 12               |
| 2019 | Temporada 6  | Ciudad de México | 15               |
| 2020 | Temporada 7  | Mazatlán         | 17               |
| 2021 | Temporada 8  | Acapulco         | 15               |
| 2022 | Temporada 9  | Cartagena        | 14               |
| 2022 | Temporada 10 | Puerto Vallarta  | 12               |
| 2023 | Temporada 11 | Acapulco         | 13               |

### Temporada 1 (2014)
El programa comenzó con sus grabaciones en julio en el puerto de Acapulco y se emitió en América Latina a partir del mes de septiembre. Acapulco Shore producido exclusivamente en México, muestra discusiones, triángulos amorosos y momentos escandalosos de los jóvenes seleccionados en el puerto mexicano. El 24 de agosto de 2014 días antes de empezar las emisiones oficiales del programa, la identidad del elenco de Acapulco Shore para su prometedora primera temporada fue revelado durante la transmisión de la ceremonia de los MTV Video Music Awards 2014 que se llevaron a cabo en agosto en The Forum, en Inglewood, California, donde se dieron a conocer a Talía Loaiza, Luis Caballero, Fernando "KoKo" Lozada, Manelyk "Mane" González, Manuel Tadeo Fernández, Luis Alejandro "Jawy" Méndez, Karime Pindter y Joyce Islas.
Se estrenó el sábado 27 de septiembre de 2014. Este reality show reúne a ocho jóvenes desconocidos, con valores centrados en la obsesión por el físico, la fiesta y el sexo, mismos que son grabados durante 34 días sin guion viviendo al estilo “carpe diem” (aprovechar el momento). Además, MTV se congratula de que sus shores sean unos de los pocos programas que se emiten sin censura, todo lo que hagan estos chicos se verá en la cadena de televisión.

### Temporada 2 (2015)
El 27 de octubre de 2014 se anunció una segunda temporada, El reparto fue el mismo de la primera temporada, a excepción de Joyce Islas que dejó el programa voluntariamente, en su lugar entró Brenda Zambrano.
El 3 de marzo de 2015, el programa se estrenó en MTV España.

### Temporada 3 (2016)
MTV Latinoamérica anunció el 18 de marzo de 2016 la tercera temporada del programa. Su estreno se confirmó para el día martes 17 de mayo del mismo año en el mismo horario de las temporadas anteriores. Brenda Zambrano no regreso al programa aunque apareció en una cápsula durante el estreno de este. Cuenta con los nuevos miembros de reparto Danik Michell, Nicole Olin y Tania Gattas. Talía Loaiza apareció durante el último episodio.

### Temporada 4 (2017)
Se anunció la cuarta temporada el 11 de enero de 2017, fue estrenada el 11 de abril del mismo año. Los escenarios de grabación en esta temporada serían la Riviera Maya en México y la ciudad de Medellín en Colombia, saliendo por primera vez en su historia de México. En esta temporada se presenta a por primera vez a cinco nuevos miembros del reparto: Víctor Ortíz, Alexya Larios, Antonio Tiburcio, Gabriela Ruiz y Christian Herrera, quienes fueron parte de Acapulco Shore: Nueva Generación.  Fernando Lozada y Tania Gattas no volvieron al programa. Manuel Tadeo Fernández regreso más tarde al programa y contó con el breve regreso de Brenda Zambrano. Tiburcio abandono el programa durante la transmisiones.

### Temporada 5 (2018)
La quinta temporada se estrenó el 17 de abril de 2018. MTV presentó al elenco a través de la transmisión de Are You The One? El Match Perfecto, marcando el regreso de Brenda Zambrano, Fernando Lozada y Eduardo Miranda de Acapulco Shore NG, además de los nuevos miembros del reparto Leslie Gallardo y Maria Usi, más tarde contó con el ingreso de Erick Sandoval. Talía Loaiza, Luis Méndez y Víctor Ortiz hicieron un breve regreso a la serie.  Alexya Larios, Christian Herrera,Danik Michell y Gabriela Rodríguez no volvieron al programa. Sin embargo, este último apareció como elenco invitado. Cintia Cossio y Elettra Lamborghini fueron parte del elenco recurrente.

### Temporada 6 (2019)
La sexta temporada se estrenó en el 30 de abril de 2019. MTV reveló al elenco durante la transmisión de Resistiré, en donde se mostraron a los nuevos miembros del reparto Dania Méndez y Xavier Meade. Además cuenta con el regreso de Luis Méndez y Talía Loaiza. Anahí Izalí, Jibranne Bazán y Rocío Sánchez se unieron al elenco más tarde. MTV confirmó las apariciones de las antiguas miembros del reparto, Danik Michell y Tania Gattas.

### Temporada 7 (2020)
La séptima temporada se confirmó el 19 de febrero de 2020, la cual fue grabada en Mazatlán. Se estrenó el 2 de junio de ese mismo año, cuenta con una temática basada en los carnavales de Mazatlán. La temporada contó inicialmente con 15 episodios, pero debido a la polémica creada por esta MTV la extendió a 17. El 4 de marzo de 2020, MTV reveló al elenco; Brenda Zambrano y Fernando Lozada no volvieron al programa. Durante la rueda de prensa se confirmó la participación de Ignacia Michelson, más tarde la participación de Fernanda Moreno y José Arana. Talía Loaiza regresó por segunda vez al programa. Isabel Castro y Ramiro Giménez formaron parte del elenco recurrente.

### Temporada 8 (2021)
La octava temporada se confirmó 18 de enero de 2021 luego de que la página oficial de Instagram del programa anunciara la nueva temporada y el ingreso de nuevos miembros del reparto. El 10 de marzo se anunció que Acapulco de Juárez sería el escenario de las grabaciones. Se estrenó el 27 de abril de 2021. Incluye a los nuevos miembros del reparto Aarón Albores, Alba Zepeda, Beni Falcón, Charlotte Caniggia, Diego Garciasela, Eduardo Schobert, Jacky Ramírez, Jaylin Castellanos  y Matheus Crivella.  Cuenta con el regreso de Ramiro Giménez.

### Temporada 9 (2022)
La novena temporada se confirmó el 8 de julio de 2021 durante la transmisión del undécimo episodio de Acapulco Shock. El 15 de diciembre de 2021 MTV anuncio la fecha de estreno para el 18 de enero de 2022. Fue filmada en Colombia, siendo la segunda que el programa se filma allí. El 4 de septiembre de 2021 Ignacia Michelson anunció su salida del programa para concentrarse en su salud mental. Incluye el regreso de Beni Falcon quien abandonó el programa durante la temporada anterior, además de las incorporaciones de Carlos Pantoja, José Rodríguez, Nati Peláez y Santiago Santana. El 12 de enero de 2022, se anunció la participación de Diego Garciasiela, Jibranne Bazán y Rocío Sánchez como miembros principales, además de la incorporación de Andrés Altafulla. A lo largo de la temporada se presentaron las incorporaciones de Kelly Medanie, Kelly Reales y María Fletcher, es la segunda temporada (después de la temporada 5) en contar con más miembros de reparto de apoyo.

### Temporada 10 (2022)
La décima temporada del programa se estrenó el 27 de septiembre de 2022. El 15 de febrero de 2022, Paramount+ presentó su nueva línea de series sin guion y renovaciones para MTV Entertainment Studios, incluida la renovación de la próxima temporada del programa. Las filmaciones se llevaron a cabo en Puerto Vallarta en junio de 2022. El 28 de agosto de 2022 durante la transmisión de los VMA 2022 se anunció al elenco oficial, anunciando el regreso del miembro del reparto original Luis Méndez, y por primera vez a Abel Robles, Alejandra Varela, Andrés Cervantez, Elizabeth Varela, Ricardo Ochoa, Sebastián Gálvez y Roberto Mora. Antes del estreno de la temporada, Karime Pindter anunció que esta marcaría su temporada final. Jaylin Castellanos y Rocío Sánchez hicieron un breve regreso al programa.

### Temporada 11 (2023)
Se estrenó el 5 de septiembre de 2023. En noviembre de 2022 Paramount+ confirmó los preparativos para una próxima temporada. La undécima entrega fue filmada en abril de 2023 en Acapulco de Juárez. La mitad de los miembros del elenco de la temporada anterior no regresaron al programa. Leslie Gallardo, quien solo participa en la quinta temporada, regresa al programa. Por primera vez cuenta con los debutantes Abigail Salazar, Andrea Otaolaurruchi, Jesús Esparza y Regina Coquet. 

### Temporada 12
El 3 de noviembre de 2023 durante el evento Upfront 2024,Paramount confirmó la renovación del programa a través de una lista de contenido para el 2024. Sin embargo la producción se detuvo debido a las dificultades por gestionar costes y los despidos generalizados que enfrenta Paramount Global.

## Reparto
Para la aparición del reparto a lo largo del programa, busque Aparición del reparto durante los episodios.
     = Miembro del reparto es principal en esta temporada.
     = Miembro del reparto es recurrente en esta temporada.
     = Miembro del reparto es invitado en esta temporada.
     = Miembro del reparto no aparece en esta temporada.
| Miembros del reparto       | Temporadas | Temporadas | Temporadas | Temporadas | Temporadas | Temporadas | Temporadas | Temporadas | Temporadas | Temporadas | Temporadas |
| Miembros del reparto       | 1          | 2          | 3          | 4          | 5          | 6          | 7          | 8          | 9          | 10         | 11         |
| -------------------------- | ---------- | ---------- | ---------- | ---------- | ---------- | ---------- | ---------- | ---------- | ---------- | ---------- | ---------- |
| Karime Pindter             |            |            |            |            |            |            |            |            |            |            |            |
| Luis "Jawy" Méndez         |            |            |            |            |            |            |            |            |            |            |            |
| Luis "Potro" Caballero     |            |            |            |            |            |            |            |            |            |            |            |
| Manelyk González           |            |            |            |            |            |            |            |            |            |            |            |
| Tadeo Fernández            |            |            |            |            |            |            |            |            |            |            |            |
| Fernando Lozada            |            |            |            |            |            |            |            |            |            |            |            |
| Talía Loaiza               |            |            |            |            |            |            |            |            |            |            |            |
| Joyce Islas                |            |            |            |            |            |            |            |            |            |            |            |
| Brenda Zambrano            |            |            |            |            |            |            |            |            |            |            |            |
| Danik Michell              |            |            |            |            |            |            |            |            |            |            |            |
| Nicole "Nikki" Olin        |            |            |            |            |            |            |            |            |            |            |            |
| Tania Gattas               |            |            |            |            |            |            |            |            |            |            |            |
| Víctor Ortiz               |            |            |            |            |            |            |            |            |            |            |            |
| Alexya Larios              |            |            |            |            |            |            |            |            |            |            |            |
| Antonio "Tony" Tiburcio    |            |            |            |            |            |            |            |            |            |            |            |
| Christian Herrera          |            |            |            |            |            |            |            |            |            |            |            |
| Gabriela "Gaby" Ruiz       |            |            |            |            |            |            |            |            |            |            |            |
| Eduardo "Chile" Miranda    |            |            |            |            |            |            |            |            |            |            |            |
| Leslie Gallardo            |            |            |            |            |            |            |            |            |            |            |            |
| Erick Sandoval             |            |            |            |            |            |            |            |            |            |            |            |
| Maria Usi                  |            |            |            |            |            |            |            |            |            |            |            |
| Jibranne "Jey" Bazán       |            |            |            |            |            |            |            |            |            |            |            |
| Rocío Sánchez Del Rio      |            |            |            |            |            |            |            |            |            |            |            |
| Dania Méndez               |            |            |            |            |            |            |            |            |            |            |            |
| Xavier Ulibarri            |            |            |            |            |            |            |            |            |            |            |            |
| Fernanda Moreno            |            |            |            |            |            |            |            |            |            |            |            |
| Ignacia "Nacha" Michelson  |            |            |            |            |            |            |            |            |            |            |            |
| Isabel "Isa" Castro        |            |            |            |            |            |            |            |            |            |            |            |
| Alba Zepeda                |            |            |            |            |            |            |            |            |            |            |            |
| Jackeline "Jacky" Ramírez  |            |            |            |            |            |            |            |            |            |            |            |
| Jaylin Castellanos         |            |            |            |            |            |            |            |            |            |            |            |
| Bernardo "Beni" Falcón     |            |            |            |            |            |            |            |            |            |            |            |
| Diego Garciasela           |            |            |            |            |            |            |            |            |            |            |            |
| Charlotte Caniggia         |            |            |            |            |            |            |            |            |            |            |            |
| Eduardo "Eddie" Schobert   |            |            |            |            |            |            |            |            |            |            |            |
| Matheus "Novinho" Crivella |            |            |            |            |            |            |            |            |            |            |            |
| Carlos Pantoja             |            |            |            |            |            |            |            |            |            |            |            |
| José Rodríguez             |            |            |            |            |            |            |            |            |            |            |            |
| Natalia "Nati" Peláez      |            |            |            |            |            |            |            |            |            |            |            |
| Santiago Santana           |            |            |            |            |            |            |            |            |            |            |            |
| Abel Robles                |            |            |            |            |            |            |            |            |            |            |            |
| Elizabeth "Eli" Varela     |            |            |            |            |            |            |            |            |            |            |            |
| Ricardo "Ricky" Ochoa      |            |            |            |            |            |            |            |            |            |            |            |
| Sebastián Gálvez           |            |            |            |            |            |            |            |            |            |            |            |
| Andrés Cervantes           |            |            |            |            |            |            |            |            |            |            |            |
| Roberto "Robbie" Mora      |            |            |            |            |            |            |            |            |            |            |            |
| Abigail Salazar            |            |            |            |            |            |            |            |            |            |            |            |
| Andrea Otaola              |            |            |            |            |            |            |            |            |            |            |            |
| Jesús "Chuy" Esparza       |            |            |            |            |            |            |            |            |            |            |            |
| Regina "Rexx" Coquet       |            |            |            |            |            |            |            |            |            |            |            |
| Reparto recurrente         |            |            |            |            |            |            |            |            |            |            |            |
| Cintia Cossio              |            |            |            |            |            |            |            |            |            |            |            |
| Elettra Lamborghini        |            |            |            |            |            |            |            |            |            |            |            |
| Anahí Izalí                |            |            |            |            |            |            |            |            |            |            |            |
| Ramiro Giménez             |            |            |            |            |            |            |            |            |            |            |            |
| José "Pepe" Arana          |            |            |            |            |            |            |            |            |            |            |            |
| Aarón "Capitán" Albores    |            |            |            |            |            |            |            |            |            |            |            |
| Diana Chiquete             |            |            |            |            |            |            |            |            |            |            |            |
| Kelly "Red" Medanie        |            |            |            |            |            |            |            |            |            |            |            |
| Kelly Reales               |            |            |            |            |            |            |            |            |            |            |            |
| Maria Fletcher             |            |            |            |            |            |            |            |            |            |            |            |
| Andrés Altafulla           |            |            |            |            |            |            |            |            |            |            |            |
| Alejandra Varela           |            |            |            |            |            |            |            |            |            |            |            |
| Claudia Ariz               |            |            |            |            |            |            |            |            |            |            |            |
| Javier "Javo" Barrera      |            |            |            |            |            |            |            |            |            |            |            |
| Sofía Lozano               |            |            |            |            |            |            |            |            |            |            |            |

### Otras apariciones
Los miembros del reparto principal han participado en programas de competencia luego de la fama adquirida en Acapulco Shore. 
| Ver                       | Ver | Ver                              |
| Acashore                  | Reality show | Posición                         |
| ------------------------- | --- | -------------------------------- |
| Fernando Lozada           | Exatlón Estados Unidos: Mix Stars MTV RE$I$TIRÉ Los 50 La casa de los famosos La Isla: Desafío Grecia y Turquía | 11.º 1.º 2.º 25.º 1.º            |
| Luis "Potro" Caballero    | Guerreros 2020 Inseparables: amor al límite Guerreros 2021 Las Estrellas Bailan en Hoy La casa de los famosos All Star Shore Las Estrellas Bailan en Hoy: Campeón de Campeones Los 50 La casa de los famosos Mexico           | 2.º 6.º 2.º ¿? 15.º 2.º 6.º 13.º |
| Luis "Jawy" Mendez        | Hotel VIP (2023) Exatlón México: “La Nueva Era” (2023) MasterChef Celebrity Mexico (2024) | 1.º 22.º 2.º                     |
| Karime Pindter            | All Star Shore (2022) La casa de los famosos Mexico (2024) LOL: Last One Laughing (MX) (2024) Hoy soy el Chef (2025) | 2.ª 3.ª                          |
| Manelyk González          | RE$I$TIRÉ (2019) La casa de los famosos (2021) Las Estrellas Bailan en Hoy (2022) Las Estrellas Bailan en Hoy: Campeón de Campeones (2022) Los 50 (2023) ¿Quién es la máscara? (2024) La casa de los famosos All-Stars (2025) | 5.ª 2.ª ¿? 2.ª 11.ª 13.ª 9.ª     |
| Tadeo Fernández           | Abandonados, Asia La Ruta del Dragón (2024) Survivor Mexico 2025: Heroes y Villanos (2025) | 3.º TBA                          |
| Talía Loaiza              | Abandonados, Asia La Ruta del Dragón (2024) | 3.ª                              |
| Brenda Zambrano           | Guerreros 2020 Inseparables: amor al límite MTV RE$I$TIRÉ La casa de los famosos La Isla: Desafío en Turquía (2023) Abandonados, Asia: La Ruta del Dragón (2024)                                                              | 35.ª 9.ª 10.ª 16.ª 14.ª 9.ª      |
| Eduardo "Chile" Miranda   | Big Brother PM MTV RE$I$TIRÉ Survivor | 1.º 4.º 7.º                      |
| Leslie Gallardo           | La Ley de la Selva (2023) La casa de los famosos (2024) Los 50 (2024) MasterChef Celebrity Mexico (2025) | 1.º 26.ª 25.ª 8.ª                |
| Dania Méndez              | La casa de los famosos (2023) Los 50 (2023) Las Estrellas Bailan en Hoy (2023) La casa de los famosos All-Stars (2025) | 8.ª 24.ª 2.ª 6.ª                 |
| Rocío Sanchez             | La Isla: Desafío Grecia y Turquía | 21.ª                             |
| Xavier Ulibarri           | All Star Shore | 2.º                              |
| Isabel "Isa" Castro       | Inseparables: amor al límite Los 50 All Star Shore | 6.ª 19.ª 2.ª                     |
| Roberto "Robbie" Mora     | MTV RE$I$TIRÉ La casa de los famosos Los 50 | 10.º 18.º 1.°                    |
| Alba Zepeda               | MTV RE$I$TIRÉ La Isla: Desafío Grecia y Turquía | 7.ª 4.ª                          |
| Elizabeth Varela          | MTV RE$I$TIRÉ Survivor Mexico 2024 Survivor Mexico 2025: Heroes vs Villanos | 8.ª 9.ª TBA                      |
| Jacky Ramírez             | Survivor | 13.ª                             |
| Anahí Izali               | Guerreros México La casa de los famosos Los 50 La Isla: Desafío Turquía | 31.ª 16.ª 34.ª 19.ª              |
| Ignacia "Nacha" Michelson | RE$I$TIRÉ Gran Hermano Chile Mundos Opuestos (2025) | 15.ª 17.ª TBA                    |
| Beni Falcón               | Survivor Mexico 2024 | 18.º                             |
| Aaron Albores             | Survivor Mexico 2023 Survivor Mexico 2025: Heroes vs Villanos | 8.º TBA                          |
| José Rodríguez            | La casa de los famosos La casa de los famosos Colombia | 5.º 14.°                         |
| Fernanda Moreno           | La Isla: Desafío Grecia y Turquía | 25.ª                             |
| Diana Chiquete            | La Isla: Desafío Grecia y Turquía | 13.ª                             |
| Diego Garciasela          | La Isla: Desafío Grecia y Turquía | 9.º                              |
| Abel Robles               | Tentados por la fortuna (2024) | 2.º                              |

## Controversias y Críticas
Con la ideología de "Solo se vive una vez" o "Yolo" (por sus siglas en inglés, You only live once), los ocho integrantes del reality cubren el perfil de la exitosa franquicia de MTV que se originó en Estados Unidos y se ha extendido por distintos países, amar la fiesta y no estar frenados por la inhibición. Como en otras ediciones del programa, el grupo de jóvenes es seguido por cámaras las 24 horas durante el mes que permanecen viviendo juntos. Los "shores" mexicanos se dijeron listos para encarar las críticas, pero también están conscientes que no son modelos a seguir.
Los ocho jóvenes que dejaron del lado actividades como diseñador industrial, comunicación y administración, así como el modelaje y la actuación en el caso de las chicas, fueron elegidos de entre más de 300 aspirantes en toda la República Mexicana para producir más de 768 horas sólo para la primera temporada.
Los participantes después del estreno del primer episodio de la primera temporada, en una rueda de prensa tuvieron las siguientes expresiones sobre el reality:
El programa se colocó como el segundo más visto en Colombia en audiencia de 18 a 24 años y que en México triplicó el promedio del índice de audiencia del canal MTV, además de generar trending topics en México, Colombia, Venezuela y República Dominicana, también es de los más vistos en línea, con más de 100 mil reproducciones por episodio. Además, luego de la grabación en donde no estuvieron permitidos los teléfonos ni el acceso a redes sociales, los jóvenes, durante la transmisión del programa han logrado tener un contacto con el público, lo que generó más de 65 mil seguidores cada uno.
Luego del éxito de la primera temporada en países como Colombia, Venezuela, Paraguay, República Dominicana tras su estreno el 27 de septiembre, se anunció una segunda temporada del reality.
El programa ha causado controversia por los límites que rebasan sus protagonistas, mostrado con poca censura.
“Generalmente los shores no tienen un proceso de censura, y MTV tampoco censura contenidos, de hecho somos una marca que se da a conocer por tener ese tipo de actitud hacia el público. Lo único que nosotros estamos haciendo es retratar lo que ellos hacen durante un mes, el lenguaje es el que ellos manejan, las borracheras serán las que ellos se pusieron, el sexo que hubo será el que hubo. Me parece que si censuramos algo le quitamos la esencia al show”, dijo Luis López, productor del proyecto. El show no pretende dar ningún tipo de lección, simplemente es un reflejo del comportamiento de los millennials. “Ellos no son modelos a seguir. Son chavos que están de fiesta y que así viven la vida, con el detalle de la cámara que los siguió durante este tiempo”, concluyó Luis López.
El periódico de Veracruz hizo una noticia sobre el programa. "Dejando a un lado el tipo de valores que transmite el reality show, lo que acaba siendo un problema para las ciudades en las que se graba es su reputación". "Aunque, al principio lo ven como una oportunidad de promocionarse, la realidad es que Jersey, Geordie y Gandía se han convertido en destinos preferidos de un turismo centrado en la fiesta salvaje, lo que provoca que sus tradicionales turistas huyan del descontrol de los jóvenes shores.
La realidad del programa y la naturalidad del elenco ha sido cuestionada, esto después de que en distintas ocasiones varios participantes admitieran fingir situaciones para generar contenido.
El 2 de junio de 2020 luego del estreno de la séptima temporada, empieza una gran cantidad de críticas y denuncias (tanto al programa como a MTV Latinoamérica) a través de las redes sociales, todo esto luego de que Dania Méndez fue agredida por su compañero Luis Méndez. El 5 de junio de 2020 MTV España emitió el capítulo editando y eliminando esta escena, ya que el contenido violento y explícito se aleja de la línea editorial del canal. El 8 de junio luego de la emisión del segundo episodio de la séptima temporada, continúa la crítica ahora por censura. MTV Latinoamérica decide cortar un altercado entre Dania Méndez e Ignacia Michelson, en la que vuelven a intervenir participantes masculinos en contra de una mujer. Parte de la escena censurada se pudo ver al cierre del primer episodio como el avance "Próxima semana". El 21 de julio durante el octavo capítulo de la séptima temporada, tras una acalorada discusión, Dania Méndez le arrojo un vaso y una botella de vidrio a Manelyk González, acción que fue considerada tanto por la producción como los compañeros de casa como peligrosa. Las reacciones de la audiencia se dividieron a favor y en contra.
Tras lo sucedido, desde la octava temporada la producción cuenta con un equipo de seguridad para evitar los altercados físicos. Sin embargo es a partir de la décimo edición que estas escenas de violencia son en su mayor parte censuradas, esto debido a políticas de Paramount. Además la censura desde la décima temporada ha sido duramente cuestionada por el público.

## Especiales
Acapulco Shore: Placer Sin Culpa
Acapulco Shore: Nueva Generación
MTV Acaplay
MTV Estudio Shore
MTV Acapulco Shore: Sus Historias
Acapulco Shock

## Spin-Offs

### Mawy: Diario de una convivencia
El programa se anunció el 17 de abril de 2020 y se estrenó más tarde el 28 de abril, contó con 8 episodios. Es protagonizado por Luis Méndez y Manelyk González mientras documentan su día a día en cuarentena debido a la COVID-19. Karime Pindter formó parte del elenco recurrente, también cuenta con las apariciones de Jibranne Bazán, Eduardo Miranda, Celia Lora y Luis Caballero.

### Mawy: Del Antro al Campo
El programa fue anunciado por primera vez durante la transmisión de Acapulco Shore 7 el 29 de septiembre de 2020. Se estrenó el 20 de octubre y finalizó el 15 de diciembre de 2020 después de 8 episodios. Es la segunda temporada derivada del primer spin-off y también protagonizado por Luis Méndez y Manelyk González. Cuenta con las apariciones recurrentes de Eduardo Miranda, Karime Pindter, Celia Lora, y el amigo de González, Víctor Guadarrama.

### Papi Shore
Se estrenó el 1 de mayo de 2021. Protagonizado por Fernando Lozada, se presenta su vida personal como padre de familia junto a su esposa. La segunda temporada fue estrenada el 8 de agosto de 2021.

### Mazatlán Shore
El 3 de noviembre de 2023 durante el evento Upfront 2024, Paramount anunció por primera vez la segunda versión mexicana de la franquicia Shore. El programa fue filmado entre septiembre y octubre de 2023. Sin embargo para abril de 2024 el programa fue archivado indefinidamente debido a las dificultades financieras y los despidos generalizados que enfrenta Paramount Global.

## Recepción
El programa ha sido el mayor éxito continuo para MTV Latinoamérica. También ha servido para promocionar destinos turísticos y club's del Norte de México. 
La séptima temporada tiene un índice de audiencia de un promedio de 7.000.000.000 de minutos vistos. Mientras el episodio emitido el 21 de julio de 2020 (Temporada 7, Episodio 8) es actualmente el episodio con más vistas.
A pesar de ser el programa más visto de Viacom Internacional, los índices de audiencia no han sido nunca publicados durante las transmisiones de las temporadas.

## Premios y nominaciones
| Año  | Premiación                        | Categoría                                    | Nominación a                       | Resultado | Ref.          |
| ---- | --------------------------------- | -------------------------------------------- | ---------------------------------- | --------- | ------------- |
| 2015 | MTV Millennial Awards 2015        | Pareja en llamas                             | Manelyk González y Tadeo Fernández | Nominado  |               |
| 2016 | MTV Millennial Awards 2016        | #InstaCrush                                  | Manelyk González (@ManeAcashore)   | Nominada  |               |
| 2017 | MTV Millennial Awards 2017        | Mami Acá Shore                               | Alexya Larios                      | Nominada  |               |
| 2017 | MTV Millennial Awards 2017        | Mami Acá Shore                               | Danik Michaell                     | Nominada  |               |
| 2017 | MTV Millennial Awards 2017        | Mami Acá Shore                               | Gabriela Ruiz                      | Nominada  |               |
| 2017 | MTV Millennial Awards 2017        | Mami Acá Shore                               | Karime Pindter                     | Nominada  |               |
| 2017 | MTV Millennial Awards 2017        | Mami Acá Shore                               | Manelyk González                   | Ganadora  | [ 85 ]        |
| 2017 | MTV Millennial Awards 2017        | Papi Acá Shore                               | Antonio Tiburcio                   | Nominado  |               |
| 2017 | MTV Millennial Awards 2017        | Papi Acá Shore                               | Christian Hernández                | Nominado  |               |
| 2017 | MTV Millennial Awards 2017        | Papi Acá Shore                               | Luis Caballero                     | Nominado  |               |
| 2017 | MTV Millennial Awards 2017        | Papi Acá Shore                               | Luis Méndez                        | Ganador   | [ 85 ] [ 86 ] |
| 2017 | MTV Millennial Awards 2017        | Papi Acá Shore                               | Víctor Ortiz                       | Nominado  |               |
| 2017 | Premios TVyNovelas 2017           | Mejor serie o comedia de canal internacional | Acapulco Shore                     | Nominado  | [ 87 ]        |
| 2018 | MTV Millennial Awards 2018        | Reality del Año                              | Acapulco Shore                     | Ganador   | [ 88 ] [ 89 ] |
| 2019 | MTV Millennial Awards 2019        | Bromance del Año                             | Luis Méndez y Tadeo Fernández      | Nominado  |               |
| 2019 | MTV Millennial Awards 2019        | Instacrush                                   | Manelyk González                   | Nominada  |               |
| 2019 | MTV Millennial Awards 2019        | Instagramer Nivel dios México                | Manelyk González                   | Nominada  |               |
| 2019 | MTV Millennial Awards 2019        | Reality del Año                              | Acapulco Shore                     | Ganador   | [ 90 ]        |
| 2021 | MTV Movie & TV Awards 2021        | Best International Reality Series            | Acapulco Shore                     | Nominado  | [ 91 ]        |
| 2021 | MTV Millennial Awards 2021        | Reality del Año                              | Acapulco Shore                     | Ganador   | [ 92 ]        |
| 2021 | MTV Millennial Awards 2021        | Bichota del Año                              | Jaylin Castellanos                 | Nominada  | [ 93 ]        |
| 2021 | MTV Millennial Awards 2021        | Bichota del Año                              | Karime Pindter                     | Nominada  | [ 93 ]        |
| 2021 | MTV Millennial Awards Brasil 2021 | Realeza do Reality                           | Matheus Crivella                   | Nominado  | [ 94 ]        |
| 2022 | MTV Millennial Awards 2022        | Reality del Año                              | Acapulco Shore                     | Nominado  | [ 95 ]        |
| 2022 | MTV Millennial Awards 2022        | Realeza del Reality                          | Eduardo Miranda                    | Nominado  | [ 95 ]        |
| 2022 | MTV Millennial Awards 2022        | Realeza del Reality                          | Karime Pindter                     | Nominada  | [ 95 ]        |
| 2023 | MTV Millennial Awards 2023        | Realeza del Reality                          | Eduardo Miranda                    | Nominado  |               |